# ザ・ハリケーン (映画)
『ザ・ハリケーン』（原題: The Hurricane）は、1999年のアメリカ合衆国の伝記映画。黒人差別に基づく冤罪事件である「ルービン・カーター事件」を題材としている。

## ストーリー
ルービンが獄中で執筆した伝記を読んで感銘を受けた黒人少年レズラとルービンの交流を中心に、伝記に描かれているルービンの少年時代から冤罪で収監されるまでを回想の形で描き、その後、レズラの扶養者であるカナダ人男女3人（リサ、サム、テリー）が冤罪の証拠を見つけ出し、連邦裁判において無罪判決を勝ち取るまでを描いている。史実では他にも5人のカナダ人が釈放運動に加わり、アメリカに移住しているが、この5人については描かれていない。

## キャスト
| 役名                             | 俳優                         | 日本語吹き替え | 日本語吹き替え |
| 役名                             | 俳優                         | ソフト版       | 日本テレビ版   |
| -------------------------------- | ---------------------------- | -------------- | -------------- |
| ルービン・“ハリケーン”・カーター | デンゼル・ワシントン         | 山野史人       | 山寺宏一       |
| レズラ・マーティン               | ヴィセラス・レオン・シャノン | 浪川大輔       | 伊藤健太郎     |
| リサ・ピータース                 | デボラ・カーラ・アンガー     | 山像かおり     | 田中敦子       |
| サム・チャイトン                 | リーヴ・シュレイバー         | 牛山茂         | 桜井敏治       |
| テリー・スウィントン             | ジョン・ハナー               | 筒井巧         | 畠中洋         |
| デラ・ベスカ刑事                 | ダン・ヘダヤ                 | 千田光男       | 家弓家正       |
| メイ・テルマ・カーター           | デビ・モーガン               | 八十川真由野   | 高乃麗         |
| ジミー・ウィリアムス             | クランシー・ブラウン         | 仲野裕         | 内田直哉       |
| マイロン・ベドロック弁護士       | デヴィッド・ペイマー         | 後藤哲夫       | 小島敏彦       |
| レオン・フリードマン弁護士       | ハリス・ユーリン             | 上田敏也       | 稲葉実         |
| H・リー・サロキン判事            | ロッド・スタイガー           | 小島敏彦       | 鈴木瑞穂       |
| アルフレッド・ベッロ             | ヴィンセント・パストーレ     |                |                |
| ジョン・アーティス               | ガーランド・ウィット         |                |                |
| アール・マーティン               | チャック・クーパー           |                |                |

- ソフト版吹き替え - VHS・DVD・BD収録
- 日本テレビ版吹き替え - 初回放送2002年12月20日『金曜ロードショー』（21:03-23:34）

## 受賞とノミネート
| 映画祭・賞           | 部門                    | 対象者               | 結果       |
| -------------------- | ----------------------- | -------------------- | ---------- |
| アカデミー賞         | 主演男優賞              | デンゼル・ワシントン | ノミネート |
| ゴールデングローブ賞 | 作品賞 (ドラマ部門)     |                      | ノミネート |
| ゴールデングローブ賞 | 主演男優賞 (ドラマ部門) | デンゼル・ワシントン | 受賞       |
| ゴールデングローブ賞 | 監督賞                  | ノーマン・ジュイソン | ノミネート |
| ベルリン国際映画祭   | 銀熊賞 (男優賞)         | デンゼル・ワシントン | 受賞       |
| ベルリン国際映画祭   | 金熊賞                  | ノーマン・ジュイソン | ノミネート |